# Constantin Popa
Constantin Popa was een militair van Roemeense afkomst die in 1975 werd benoemd tot grootofficier in de Orde van Oranje-Nassau. Hij diende ten tijde van zijn onderscheiding als luitenant-generaal en adjunct chef-staf. De onderscheiding werd toegekend bij Koninklijk besluit van 12 mei 1975 (nr. 1), en is geregistreerd bij de Kanselarij der Nederlandse Orden.
Popa ontving deze hoge graad in de orde tijdens of in relatie tot een officieel bezoek waarbij Roemeense functionarissen en/of militairen in contact stonden met Nederlandse autoriteiten. In die periode was het gebruikelijk dat bij staatsbezoeken of bilaterale samenwerkingen buitenlandse hoogwaardigheidsbekleders koninklijke onderscheidingen ontvingen. De benoeming tot grootofficier betrof echter een relatief zeldzame eer, die slechts aan een beperkt aantal buitenlandse militairen werd verleend.
Hoewel veel informatie over Popa’s verdere levensloop nog niet openbaar beschikbaar is, staat vast dat hij op enig moment nauwe banden met Nederland had, mogelijk via verblijf, dienstverband of familieomstandigheden.

## Onderscheidingen
- Orde van Oranje-Nassau – grootofficier (1975)
- Rode Kruis-medaille (Roemenië)
- Huisorde van Oranje
- Overige (vermeld op orderegisterkaart)